# Nashville, Tennessee
Nashville je glavno mesto ameriške zvezne države Tennessee. Po prebivalstvu je drugo največje v Tennesseeju (za Memphisom), celotno velemestno območje Nashvilla pa je z 1,5 milijona prebivalcev največje v tej zvezni državi. Nashville je pomembno zdravstveno, glasbeno (country glasba), založniško, bančno in prometno središče.

## Pobratena mesta
- Belfast, Severna Irska (Združeno kraljestvo)
- Caen (Francija)
- Edmonton, Alberta (Kanada)
- Magdeburg (Nemčija)
- Mendoza (Argentina)
- Taiyuan (Kitajska)